# جون بارومان
جون بارومان (بالإنجليزية: John Barrowman)‏ مواليد 11 مارس 1967 في غلاسكو، اسكتلندا، المملكة المتحدة، هو ممثل بريطاني بدأ مسيرته الفنية عام 1989.

## أعمال
- الممنوع لمسهم
- ربات بيوت يائسات
- دكتور هو
- السهم
- زيرو دارك ثيرتي

## وصلات خارجية
- جون بارومان على موقع IMDb (الإنجليزية)
- جون بارومان على موقع ميتاكريتيك (الإنجليزية)
- جون بارومان على موقع روتن توميتوز (الإنجليزية)
- جون بارومان على موقع قاعدة بيانات الأفلام العربية
- جون بارومان على موقع ألو سيني (الفرنسية)
- جون بارومان على موقع ميوزك برينز (الإنجليزية)
- جون بارومان على موقع تيرنر كلاسيك موفيز (الإنجليزية)
- جون بارومان على موقع أول موفي (الإنجليزية)
- جون بارومان على موقع قاعدة بيانات برودواي على الإنترنت (الإنجليزية)
- جون بارومان على موقع قاعدة بيانات الأفلام السويدية (السويدية)
- الموقع الرسمي